# Bailey Lakes, Ohio
Bailey Lakes là một làng thuộc quận Ashland, tiểu bang Ohio, Hoa Kỳ. Năm 2010, dân số của làng này là 371 người.

## Dân số
- Dân số năm 2000: 397 người.
- Dân số năm 2010: 371 người.